# Duitsland op het Eurovisiesongfestival

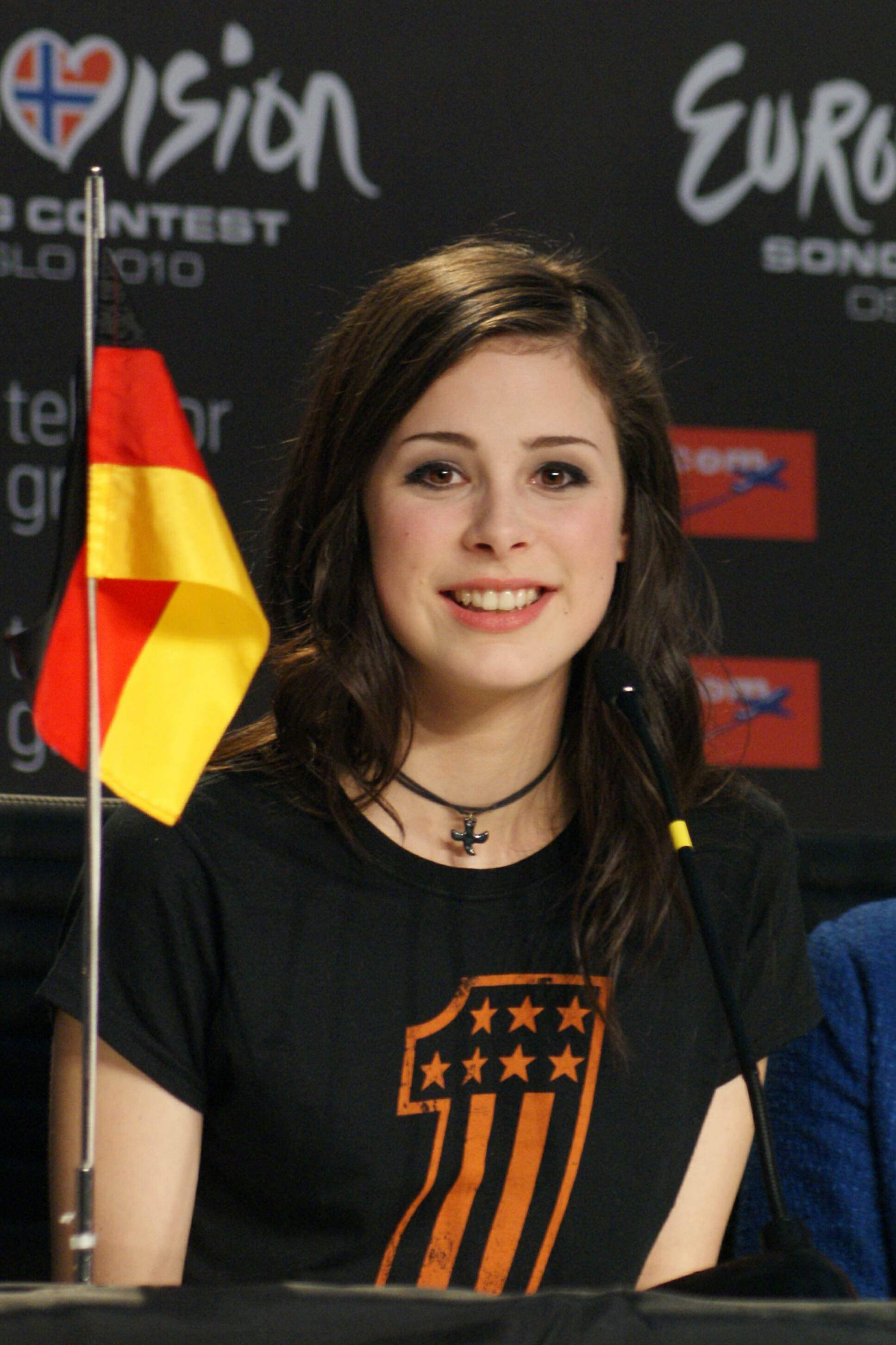
Lena Meyer-Landrut na haar songfestivalzege in 2010

Duitsland is een van de landen die al sinds de eerste editie (1956) deelnemen aan het Eurovisiesongfestival. Tot de Duitse Hereniging in 1990 was het feitelijk West-Duitsland dat aan het festival meedeed, sindsdien is heel Duitsland vertegenwoordigd. In totaal heeft Duitsland nu 68 keer aan het liedjesfestijn deelgenomen, meer dan welk ander land ook. Sinds de oprichting van het liedjesfestijn ontbrak Duitsland slechts eenmaal, in 1996. Duitsland is, als een van de vijf grote Eurovisielanden, altijd verzekerd van deelname aan de grote finale.

## De balans
Duitsland is over het algemeen redelijk succesvol geweest op het Eurovisiesongfestival. Van de 68 inzendingen eindigden er 35 bij de beste tien. Tweemaal won Duitsland het songfestival:
- 1982: Nicole - Ein bißchen Frieden
- 2010: Lena - Satellite

Naast de twee overwinningen behaalde Duitsland ook nog viermaal een tweede plaats. Dit gebeurde in 1980, 1981, 1985 en 1987. Vijfmaal behaalde Duitsland de derde plaats.
Negen keer kwam een Duitse inzending op de laatste plaats terecht. Dit was het geval in 1964, 1965, 1974, 1995, 2005, 2015, 2016, 2022 en 2023. In 1964, 1965 en 2015 gebeurde dit bovendien met nul punten.

## Het songfestival op Duitse bodem

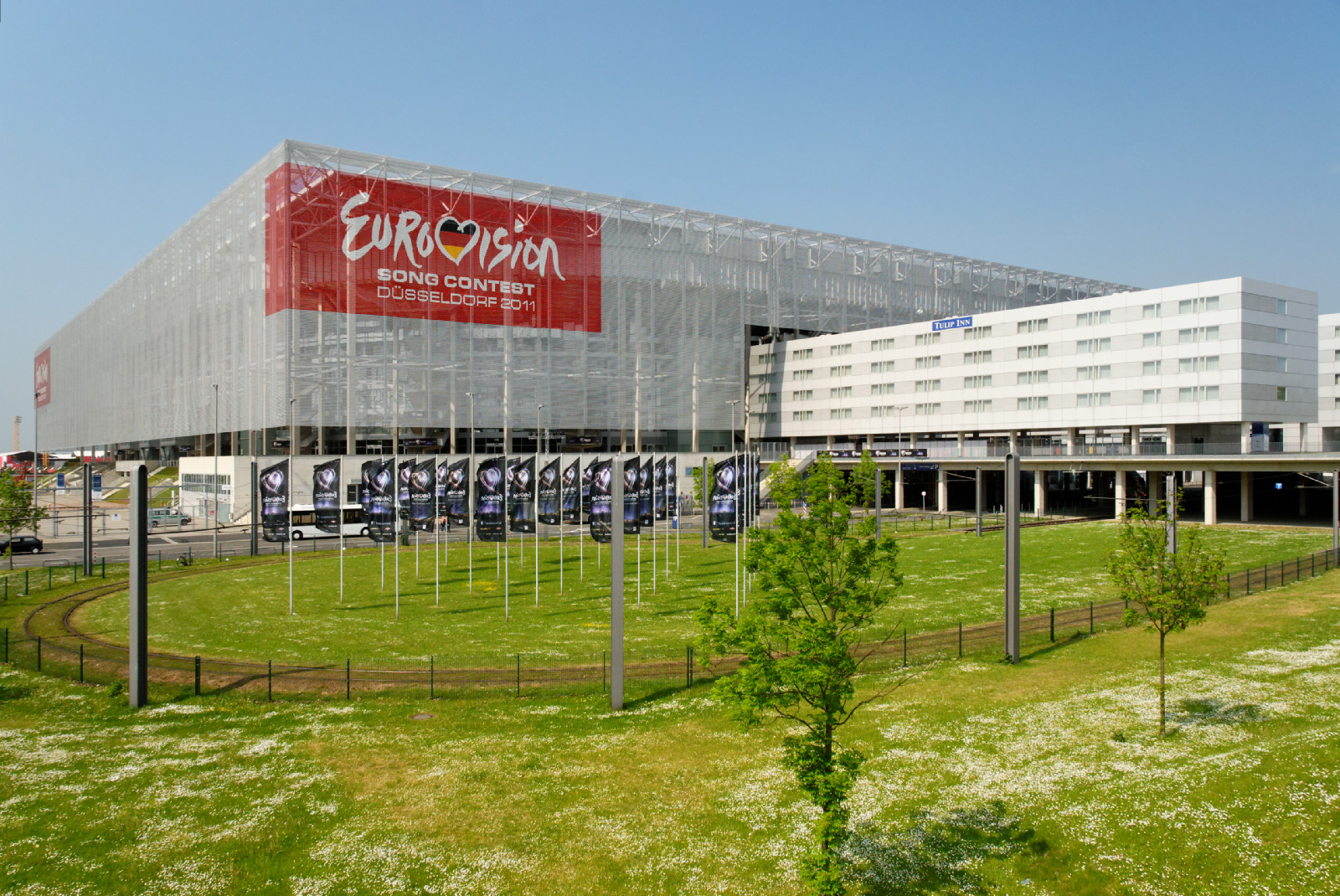
De ESPRIT arena in Düsseldorf als decor van het Eurovisiesongfestival 2011

Het Eurovisiesongfestival heeft drie keer in Duitsland plaatsgevonden:
- 1957: Großer Sendesaal des Hessisches Rundfunk, Frankfurt am Main

Het songfestival kwam in 1957 voor het eerst naar Duitsland. Het was de tweede editie van de wedstrijd, die op dat moment nog vooral een radioshow was. De toewijzing aan Duitsland was lange tijd aanleiding van geruchten; men vermoedde dat de Duitsers in de nooit bekend gemaakte rangschikking van 1956 als tweede waren geëindigd (achter het winnende gastland Zwitserland) en daarom het recht kregen voor de organisatie. In feite hanteerde men echter een roulatiesysteem waarbij de deelnemende landen om de beurt het songfestival zouden organiseren (een regel die hierna al snel als onpraktisch werd ervaren en werd vervangen door de huidige regel dat het festival plaatsvindt in het winnende land van het voorgaande jaar). Als locatie werd gekozen voor Frankfurt, dat zich in die tijd sterk ontwikkelde tot het financiële zakencentrum van Duitsland. Het hoofdkwartier van de Hessischer Rundfunk vormde het decor van het festival, waarbij de presentatie in handen lag van Anaid Iplicjian.
- 1983: Rudi-Sedlmayer-Halle, München

Als gevolg van de eerste Duitse songfestivaloverwinning in 1982, vond het songfestival in 1983 voor de tweede keer plaats in Duitsland. De Beierse hoofdstad München kreeg de eer de show te mogen ontvangen en deed dat in de Rudi-Sedlmayer-Halle, die in 1972 was geopend als basketbalstadion voor de Olympische Zomerspelen. De presentatie werd verzorgd door Marlene Charell, die eveneens de intervalact op zich nam met een dans op een medley van bekende Duitse liedjes. Bij de puntentelling eiste Charell ook een hoofdrol voor zich op: ze vertaalde alle punten naast het Frans en het Engels ook nog in het Duits, waardoor de show in totaal meer dan drie uur in beslag nam. Bij het vertalen vergiste ze zich bovendien regelmatig: zo verwarde ze Ierland met Italië en Zwitserland met Zweden.
- 2011: ESPRIT arena, Düsseldorf

Na 28 jaar kwam het songfestival in 2011 terug naar Duitsland vanwege de Duitse overwinning van 2010. In eerste instantie dongen 23 steden mee aan de organisatie, waarvan er uiteindelijk vier overbleven: Berlijn, Hamburg, Hannover en Düsseldorf. Laatstgenoemde kwam als winnaar uit de bus. Het festival werd gehouden in de ESPRIT Arena, het voetbalstadion van Fortuna Düsseldorf dat voor de gelegenheid werd omgedoopt in Düsseldorf Arena (wegens het feit dat Esprit geen sponsor was van het songfestival). Het ombouwen van het stadion, dat plaats bood aan 24.000 toeschouwers, nam zes weken in beslag. De stad Düsseldorf bood 23.000 hotelbedden aan, met nog eens 2000 extra bedden in de rand rond de stad en op schepen langs de Rijn. Een atletiekstadion in de buurt figureerde als perscentrum. Er was plaats voor 1500 journalisten uit binnen- en buitenland. Anke Engelke, Stefan Raab en Judith Rakers waren de presentatoren van het evenement.

## Songfestivals zonder Duitsland
Duitsland is in de geschiedenis van het Eurovisiesongfestival slechts één keer afwezig geweest. Dat gebeurde in 1996. Het was een rechtstreeks gevolg van het plaatsgebrek dat op het festival was ontstaan na de intrede van veel nieuwe landen uit Oost-Europa en het voormalige Joegoslavië. In 1994 was een roulatiesysteem ingevoerd, waarbij slecht scorende landen een jaar moesten overslaan. Traditionele songfestivallanden als België, Zwitserland en Nederland werden hier het slachtoffer van en in 1996 overkwam het ook Duitsland, dat een jaar eerder op de laatste plaats was beland. De EBU gooide prompt de procedure om: men besefte dat het songfestival zonder Duitsland miljoenen Duitse kijkers zou verliezen en bovendien de nodige inkomsten zou mislopen. Er werd besloten tot een grote audio-voorronde waaraan alle 29 landen (exclusief gastland Noorwegen) moesten deelnemen. Door vakjury's werd achter gesloten deuren beoordeeld welke 22 inzendingen de beste waren en mochten aantreden op het Eurovisiesongfestival. Voor Duitsland werd na een nationale selectie het lied Planet of Blue van zanger Leon ingezonden. De EBU rekende erop dat Duitsland de voorronde zeker door zou komen en de frustratie was dan ook groot toen naderhand bleek dat het land alsnog was uitgeschakeld. Planet of Blue was op de 24ste plaats geëindigd en had slechts 24 punten ontvangen, twee punten te weinig om kwalificatie voor het songfestival af te dwingen. De Duitse omroep ARD reageerde woedend op de uitschakeling. Het weigerde het songfestival van 1996 uit te zenden en verschoof de show naar de NDR. De EBU paste vanaf 1997 zijn regels aan en maakte Duitsland in 2000 een van de Grote Vijf Eurovisielanden, waarmee de Duitsers, ongeacht hun prestaties, altijd verzekerd zijn van deelname aan het songfestival. Duitsland hoeft ook niet aan te treden in de halve finale die in 2004 werd ingevoerd.

## Taal
Lange tijd was het voor de deelnemende landen op het Eurovisiesongfestival verplicht om in de eigen taal te zingen. Veruit de meeste Duitse inzendingen zijn dan ook vertolkt in het Duits. De eerste keer dat Duitsland een andere taal liet horen was in 1961, toen Lale Andersen in haar lied Einmal sehen wir uns wieder een paar zinnen in het Frans zong. Vanaf 1973 bestond er tijdelijk een vrije taalregel; Joy Fleming maakte hier in 1975 gebruik van door het laatste deel van haar lied in het Engels te zingen. In 1977 kozen de Duitsers vervolgens intern voor een geheel Engelstalig nummer: Telegram van de groep Silver Convention. De vrije taalregel werd in dat jaar eigenlijk weer geschrapt, maar omdat de Duitse inzending al eerder gekozen was, kreeg de groep toch toestemming in het Engels te zingen. Ditzelfde gold overigens voor België.
Sinds de vrije taalregel in 1999 heringevoerd werd, heeft Duitsland steeds Engelstalige liedjes naar het songfestival gestuurd. Het Duits is sindsdien nog maar in vier inzendingen voorgekomen, echter steeds in combinatie met het Engels. De inzending van 1999, Reise nach Jerusalem – Kudüs’e seyahat van Sürpriz, bevatte naast Engels en Duits ook nog teksten in het Turks en Hebreeuws. Het Turks kwam ook voor in de inzending van 2004, toen Max Mutzke op het songfestival in Istanboel enkele zinnen in deze taal ten gehore bracht.

## Nationale selectie
De selectie om te bepalen welke artiest voor Duitsland naar het Eurovisiesongfestival gaat, is in de loop der jaren enkele malen veranderd. Vrijwel altijd wordt een grote televisieshow georganiseerd waaraan verschillende artiesten deelnemen, maar soms werd de Duitse inzending ook intern geselecteerd. Dit laatste was het geval in 1959, 1966, 1967, 1968, 1974, 1977, 1993, 1994, 1995 en 2009. Ook kwam het voor dat de artiest intern werd gekozen, maar het lied in het openbaar geselecteerd werd. Dit gebeurde in 1963, 1971 en 2011.
De keuze werd tot en met 1977 vooral gemaakt door een vakjury, maar ook het publiek werd al af en toe bij de stemming betrokken. In 1959 bestond de jury naast experts bijvoorbeeld ook uit mensen uit het publiek en in 1963 en 1976 kregen televisiekijkers de kans te stemmen door middel van briefkaarten. In 1978 was de nationale selectie slechts een radioshow, waarbij aanvankelijk een combinatie was voorzien van stemmen van een jury en radioluisteraars. De jury weigerde echter te stemmen wegens de 'lage kwaliteit' van de deelnemers. Tussen 1979 en 1988 werd de winnaar geselecteerd door een panel van 500 tot 1000 willekeurige mensen uit heel West-Duitsland, die representatief moesten staan voor de Duitse bevolking. In 1989 werd voor het eerst gebruik gemaakt van televoting, wat vanaf midden jaren negentig gangbaar werd. In 2013 kon men ook stemmen via internet.
De selecties hebben verschillende namen gehad:
- 1956 - 1963: Nationale finale (De selectie werd gemaakt in verschillende televisieprogramma's, te weten Zwei auf einem Pferd (1957), Schlager 1958 (1958), Schlagerparade (1960 en 1961) en Deutsche Schlager-Festspiele (1962)).
- 1964 - 1992: Ein Lied für ... (gevolgd door de stad waar dat jaar het songfestival gehouden werd)
- 1996: Ein bisschen Glück
- 1997: Der Countdown läuft
- 1998 - 2003: Countdown Grand Prix
- 2004 - 2005: Germany 12 Points
- 2006: Der deutsche Vorentscheid - 50 Jahre Grand Prix
- 2007 - 2008: Wer singt für Deutschland?
- 2010: Unser Star für Oslo
- 2011: Unser Song für Deutschland
- 2012: Unser Star für Baku
- 2013 - 2015: Unser Song für... (gevolgd door de stad of het land waar dat jaar het songfestival gehouden werd)
- 2016: Unser Lied für Stockholm
- 2017: Unser Song 2017
- 2018 - 2019: Unser Lied für ... (gevolgd door de stad of het land waar dat jaar het songfestival gehouden werd)
- 2022: Germany 12 Points
- 2023: Unser Lied für ... (gevolgd door de stad of het land waar dat jaar het songfestival gehouden werd)

De verantwoordelijkheid voor de Duitse selectie lag door de jaren heen in handen van de volgende omroepen:
- 1956 - 1978: Hessischer Rundfunk
- 1979 - 1991: Bayerischer Rundfunk
- 1992 - 1995: Mitteldeutscher Rundfunk
- 1996 - heden: Norddeutscher Rundfunk

### Bijzonderheden
- In 1956 werd het eerste Eurovisiesongfestival georganiseerd, waarbij ieder land werd verplicht eerst een nationale voorronde te houden. Er bestaat echter geheimzinnigheid of een dergelijke voorronde in Duitsland toen heeft plaatsgevonden. De show zou zijn gehouden op 1 mei 1956 in Keulen en tevens is een lijst van deelnemers bekend, maar later bleek geen van de artiesten zich de selectie te kunnen herinneren. Een van hen kon zelfs bewijzen dat zij die avond heeft opgetreden in Berlijn. Kranten en tijdschriften hebben niet over de nationale voorronde bericht. Aangenomen mag worden dat de selectie pro forma is toegepast om aan de voorschriften te voldoen, maar er geen daadwerkelijke show heeft plaatsgevonden.
- In 1972 ontstond opschudding toen de nationale finale gewonnen werd door Mary Roos. Zij had in de eerste stemronde nog verloren van het populaire duo Cindy & Bert, waardoor haar uiteindelijke winst voor verwarring zorgde bij het publiek. Tijdens de herhaling van haar lied werd Roos uitgejouwd. Later verklaarde Roos dat zijzelf net zo verrast was door de uitslag; ze was al onderweg naar haar kleedkamer om haar make-up te verwijderen toen ze uitgeroepen werd tot winnaar.
- In 1976 werd winnaar Tony Marshall gediskwalificeerd aangezien zijn nummer Der Star al eerder in het openbaar was vertolkt. Dit is tegen de regels van het songfestival. Zodoende werden de Les Humphries Singers, die als tweede waren geëindigd, naar het songfestival gestuurd.
- In 1999 deed de Zwitserse zanger Michael von der Heide mee aan de Duitse voorronde en mocht men in Zwitserland ook meestemmen voor de Duitse inzending. Zwitserland zelf moest dat jaar verplicht thuisblijven vanwege een slechte klassering in het jaar ervoor. De winst ging naar Corinna May, maar vier dagen na de nationale finale werd zij gediskwalificeerd toen bleek dat haar lied Hör den Kindern einfach zu in 1997 al was uitgebracht door een andere act. De nummer 2, Sürpriz, ging vervolgens naar het songfestival, hoewel ook hun nummer beschuldigd werd van plagiaat.
- In 2004 ging de ARD in zee met jongerenzender VIVA. Alleen artiesten met een recentelijk verkoopsucces mochten meedoen.
- In 2015 werd met afkeuring en ongeloof gereageerd toen Andreas Kümmert, de winnaar van de nationale finale, direct na zijn zege aangaf niet naar het Eurovisiesongfestival te willen gaan. Duitsland werd dit jaar vertegenwoordigd door de nummer 2 Ann Sophie.
- Eind 2015 ontstond commotie toen Xavier Naidoo door de ARD intern gekozen werd als de Duitse inzending voor 2016. Naidoo werd ervan verdacht extreemrechts en homofoob te zijn. Er werd een online petitie gestart met als doel de ARD over te halen een nieuwe artiest te selecteren. Binnen drie dagen werd deze petitie meer dan 15.000 keer getekend.[1] Zowel de ARD als Naidoo zelf ontkenden de aantijgingen, maar drie dagen na de bekendmaking werd de deelname van de zanger geannuleerd.[2]
- Ralph Siegel schreef vanaf 1972 decennialang vele inzendingen voor de Duitse nationale voorrondes. Veertien keer werd de nationale finale gewonnen door een compositie van zijn hand. Hij was door de jaren heen ook verantwoordelijk voor inzendingen van Zwitserland, Luxemburg en San Marino. Siegel is hiermee recordleverancier van songfestivalcomposities.

## Jaren 50 en 60

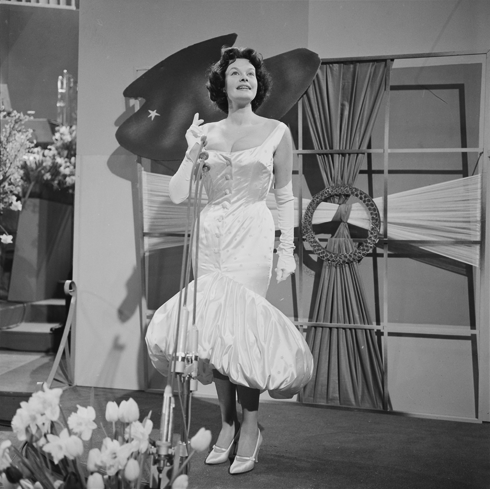
Margot Hielscher in Hilversum, 1958

### Debuutjaren
Duitsland maakte zijn debuut op het allereerste Eurovisiesongfestival in 1956, gehouden in de Zwitserse stad Lugano. Er mochten twee deelnemers worden afgevaardigd, en voor Duitsland werden dit Walter Andreas Schwarz en de Oostenrijker Freddy Quinn. Zij zongen ieder een lied, respectievelijk Im Wartesaal zum großen Glück en So geht das jede Nacht. Onbekend is op welke plaatsen Duitsland eindigde; behalve de winnaar (Zwitserland) zijn de resultaten van dit songfestival nooit bekendgemaakt.
Het tweede songfestival werd in 1957 georganiseerd in Frankfurt am Main. Zangeres Margot Hielscher trad aan voor Duitsland en viel op door tijdens haar optreden gebruik te maken van een telefoon. Het was de eerste keer dat er op het songfestivalpodium een attribuut werd gebruikt en de inzending wordt daarom ook wel gezien als de eerste gimmick uit de Eurovisiegeschiedenis. Hielscher eindigde op de vierde plaats en mocht een jaar later nogmaals voor Duitsland aantreden op het songfestival in Hilversum. Daar werd ze zevende.
In 1959 stuurde Duitsland de tweeling Alice & Ellen Kessler naar Cannes. Echt succesvol waren de zussen niet, want ze kregen slechts vijf punten en eindigden op de achtste plaats. Zanger Wyn Hoop deed het in 1960 beter, met een vierde plaats voor zijn lied Bonne nuit ma chérie. Dit lied, dat anders dan de titel doet vermoeden in het Duits werd vertolkt, duurde ruim vier minuten en negeerde daarmee de limiet van 3.30 minuten die de EBU geadviseerd had. Later zou de drie minuten-regel worden ingevoerd en strikter worden toegepast.

### Zwei kleine Italiener

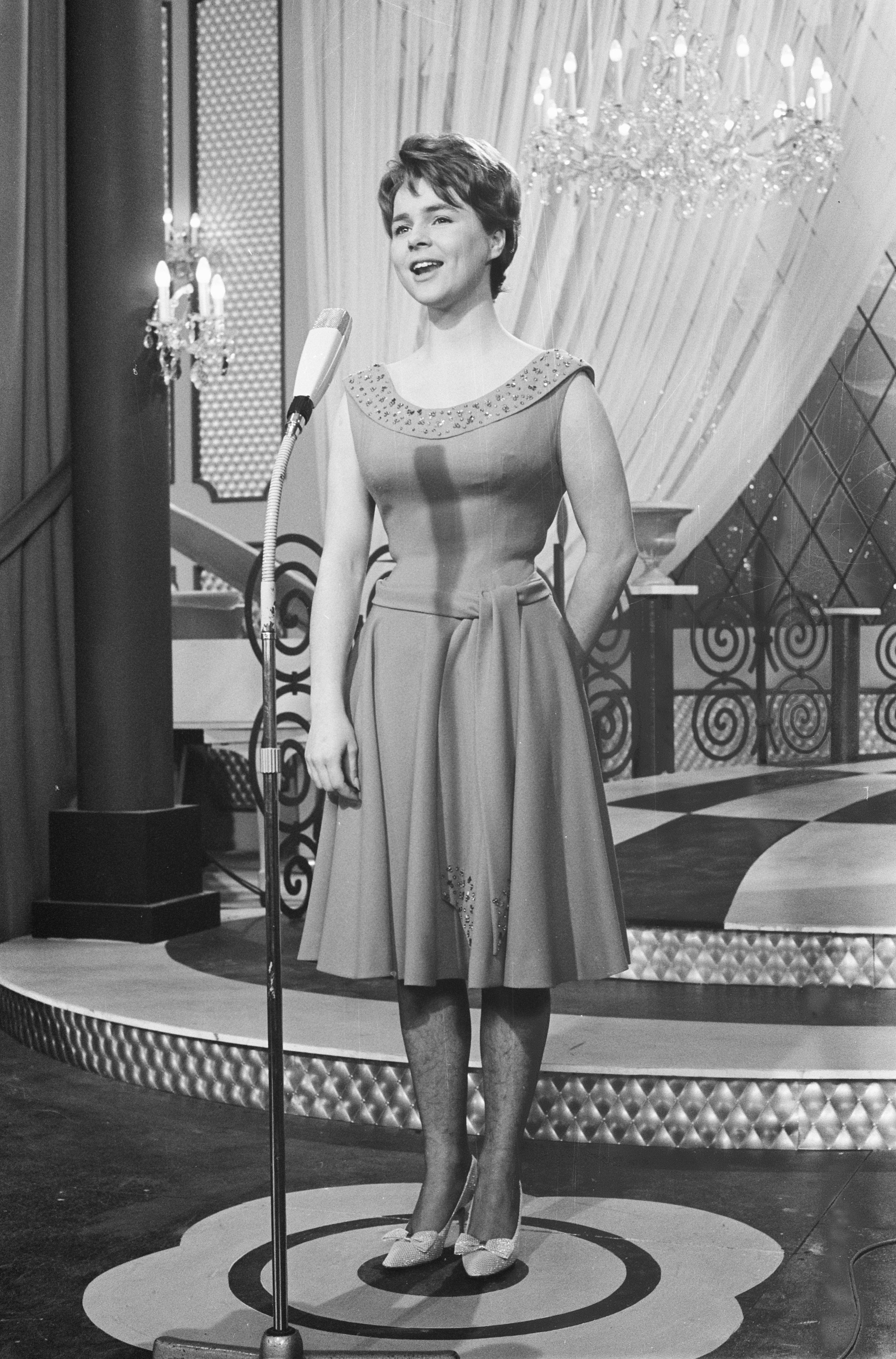
Conny Froboess zingt Zwei kleine Italiener op het songfestival van 1962

In 1961 werd Duitsland vertegenwoordigd door de destijds 55-jarige Lale Andersen, die eerder al grote faam had gekend met het lied Lili Marleen. De zangeres wist op het songfestival geen indruk te maken (ze kwam met drie puntjes terecht op de dertiende plaats), maar bleef wel decennialang in de boeken staan als de oudste deelnemer die het songfestival ooit gekend had. Pas in 2007 werd Andersen wat dat betreft voorbijgestreefd door de 57-jarige Dado Topić, die in dat jaar aantrad voor Kroatië.
In 1962 keerde Duitsland vol verwachtingen terug met het lied Zwei kleine Italiener van Conny Froboess. Dit nummer was de eerste songfestivalinzending waarin een maatschappelijke kwestie werd aangekaart; het beschreef de situatie van twee Italiaanse gastarbeiders in Duitsland die terugverlangen naar hun vriendinnen Tina en Marina in Napels. In het verhaal wordt een contrast geschetst tussen het nette, ietwat saaie Duitsland van na de Tweede Wereldoorlog en het frivole, zonnige Italië. Ondanks dat het nummer op het songfestival teleurstelde met een zesde plaats, groeide het in verschillende versies wel uit tot een grote hit in Europa en daarbuiten.
Na een negende plaats voor Heidi Brühl op het songfestival van 1963, braken er twee beroerde jaren aan voor Duitsland: het eindigde twee keer op rij op de laatste plaats, zowel in 1964 met de van oorsprong Bulgaarse zangeres Nora Nova als in 1965 met Ulla Wiesner. Beide zangeressen wisten bovendien geen enkel punt te vergaren, iets wat Duitsland verder alleen nog in 2015 zou overkomen. Ondanks de teleurstellende prestatie zorgde Nora Nova toch voor een unicum: de titel van haar lied Man gewöhnt sich so schnell an das Schöne telt 34 letters en is daarmee tot op heden de langste songtitel uit de songfestivalgeschiedenis.
Duitsland bleef ook in de rest van de jaren zestig aantreden met vrouwelijke deelnemers. Dat leverde echter slechts matige resultaten op. Zo was er in 1966 een tiende plaats voor Margot Eskens en in 1967 een achtste plaats voor Inge Brück. In 1968 liet Duitsland zich op het songfestival vertegenwoordigen door de Noorse zangeres Wencke Myhre, die met het lied Ein Hoch der Liebe op de zesde plaats eindigde; een redelijke uitslag die er wellicht voor zorgde dat de Duitsers in 1969 opnieuw een Scandinavische artiest verkozen. Dat jaar mocht de populaire Siw Malmkvist voor Duitsland aantreden in Madrid. Malmkvist, die in 1960 al eens op de tiende plaats was geëindigd voor haar thuisland Zweden, eindigde met het lied Primaballerina enigszins teleurstellend als negende.

## Jaren 70

### Driemaal derde
Na een matig decennium boekte Duitsland in het begin van de jaren zeventig grote successen op het Eurovisiesongfestival. In 1970 zorgde Katja Ebstein voor het beste Duitse resultaat tot dan toe door derde te worden met het lied Wunder gibt es immer wieder. Een jaar later werd Ebstein vervolgens intern gekozen om nogmaals voor Duitsland aan te treden, ditmaal met het lied Diese Welt. Opnieuw belandde zij op de derde plaats. Beide inzendingen scoorden vooral vanwege hun eigentijdse sound en het contrast met de ouderwetser klinkende nummers van de andere landen. In 1972 werd het succes nog verder voortgezet toen Duitsland Mary Roos naar het songfestival in Edinburgh stuurde. Ook haar lied, Nur die Liebe läßt uns leben, viel bij de verschillende vakjury's in de smaak en voor het derde jaar op rij eindigden de Duitsers als derde.
In 1973 werden de Duitsers voor de derde keer in zes jaar tijd vertegenwoordigd door een Scandinavische zangeres; dit keer was het de uit Denemarken afkomstige Gitte Hænning die voor Duitsland naar het songfestival mocht. Met het lied Junger Tag kon ze de top 3-noteringen van de voorgaande jaren niet evenaren, maar de achtste plaats was desondanks redelijk te noemen. Hænning werd in 1974 opgevolgd door het populaire duo Cindy & Bert, die naar Brighton trokken met hun duet Die Sommermelodie. Met Bert stond er voor het eerst sinds 1960 weer een man voor Duitsland op het Eurovisiepodium, maar het lied ging in het sterke deelnemersveld van dat jaar volledig ten onder. Het eindigde met drie punten op de laatste plaats.

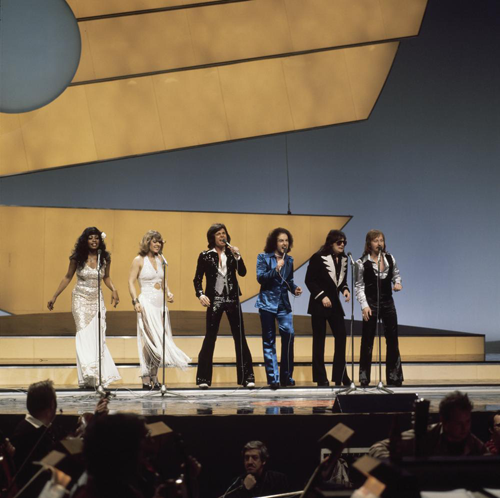
Les Humphries Singers in Den Haag, 1976

Zangeres Joy Fleming was de Duitse inzending van 1975. Met Ein Lied kann eine Brücke sein had ze in de nationale voorronde grote namen verslagen, waaronder de eerder zo succesvolle Katja Ebstein, Marianne Rosenberg, Mary Roos en Séverine, die in 1971 het songfestival had gewonnen voor Monaco. Op het songfestival werd Fleming bijgestaan door een achtergrondkoor bestaande uit Madeline Bell en Sue and Sunny; laatstgenoemden hadden zes jaar eerder ook de achtergrondzang verzorgd bij de winnende Britse inzending van Lulu. Hoewel Ein Lied kann eine Brücke sein vol overgave werd gebracht, stelde het bij de puntentelling behoorlijk teleur: het belandde op de 17de plaats. Dat was de laagste positie die Duitsland tot dan toe had behaald en zou dat ook nog vijftien jaar blijven. Toch groeide het lied naderhand uit tot een songfestivalklassieker.
In 1976 kwam Duitsland naar het songfestival met de Les Humphries Singers, die internationaal al diverse hits hadden gescoord. Er werd dan ook veel van de groep verwacht, maar de uitvoering van hun lied Sing sang song kwam rommelig over en werd niet enthousiast ontvangen. Duitsland eindigde ermee op de vijftiende plaats. De Les Humphries Singers waren ontgoocheld en gingen niet lang na het songfestival uit elkaar. Sing sang song behield zijn negatieve reputatie en werd later door songfestivalfans uitgeroepen tot de slechtste inzending van de jaren zeventig.
In 1977 selecteerde Duitsland voor het eerst een lied in een andere taal dan het Duits: het Engelstalige Telegram van de groep Silver Convention. Kort na de selectie ontstond echter onzekerheid, toen de vrije taalregel (die in de jaren ervoor van kracht was) plots werd afgeschaft door de EBU. Ieder land zou voortaan weer in de eigen taal moeten aantreden. Behalve voor Duitsland gaf dit ook problemen voor België, dat eveneens een Engelstalig lied had gekozen. Uiteindelijk werd voor beide landen een uitzondering gemaakt om hen een nieuwe selectie te besparen. Silver Convention eindigde op de achtste plaats, het begin van een almaar stijgende lijn wat betreft de Duitse songfestivalprestaties. Ireen Sheer, die in 1974 al voor Luxemburg had meegedaan, zong Duitsland in 1978 naar de zesde plaats met het lied Feuer en in 1979 eindigde het flamboyante Dschinghis Khan als vierde op het songfestival in Jeruzalem.

## Jaren 80

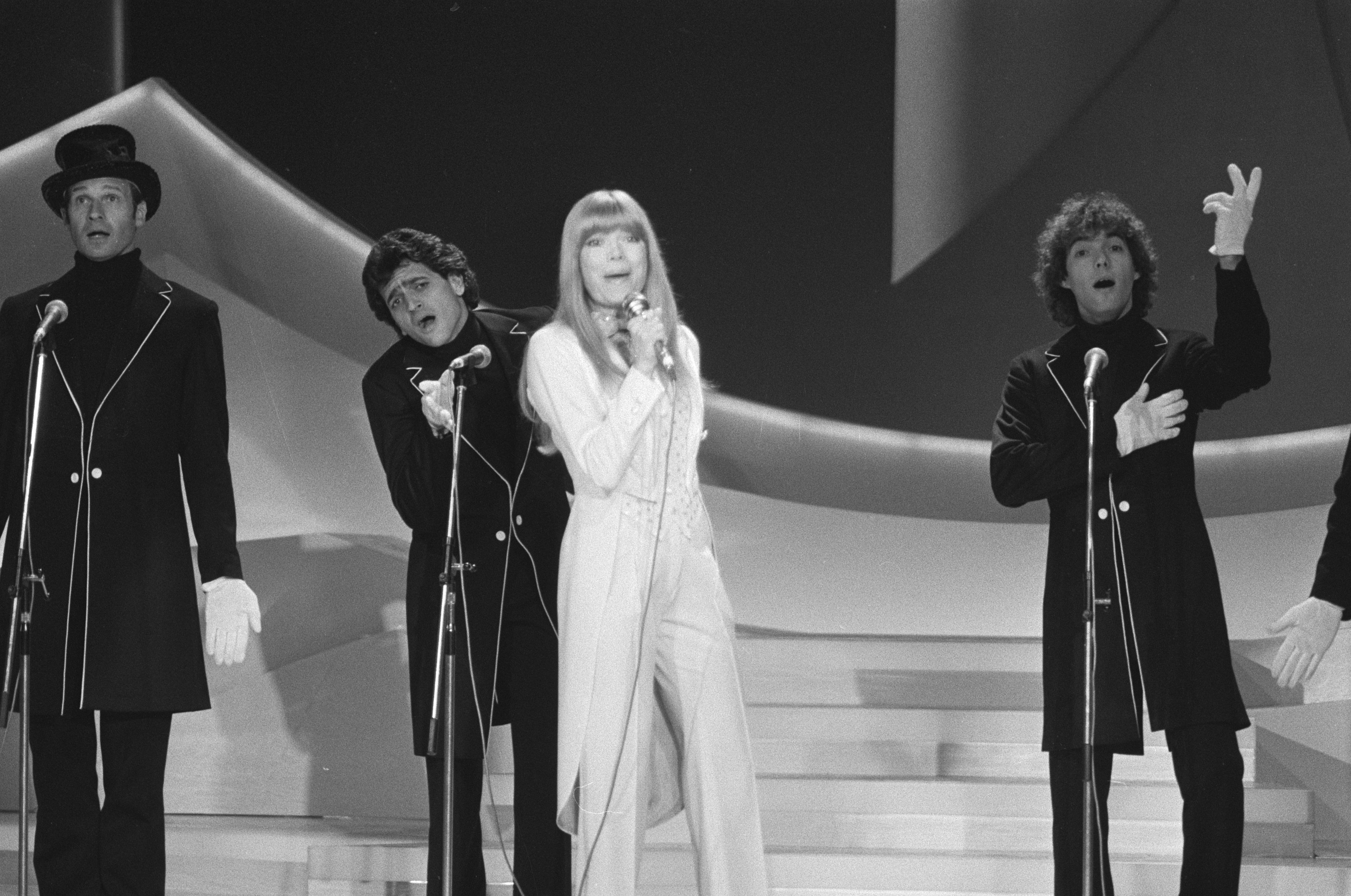
Katja Ebstein repeteert haar lied Theater in 1980

### Een gouden periode
Negen jaar na haar vorige deelname kwam Katja Ebstein in 1980 naar Den Haag voor een derde deelname aan het Eurovisiesongfestival. Ditmaal bracht ze het lied Theater, waarmee ze vooraf hoog in de peilingen stond. Tijdens het optreden viel vooral het achtergrondkoor op. Dit bestond uit vier zangers die geschminkt waren als clowns en gebruik maakten van veel mimiek. Waar Ebstein in 1970 en 1971 op de derde plaats was geëindigd, deed ze het nu nog beter met een tweede plaats, op vijftien punten achterstand van de Ierse winnaar Johnny Logan. Hiermee werd Ebstein de enige uitvoerende artiest die op het songfestival driemaal in de top 3 is geëindigd.
Een gouden periode was voor Duitsland aangebroken. In 1981 stuurde het de in Memel geboren zangeres Lena Valaitis naar het songfestival en was daarmee opnieuw een favoriet voor de eindoverwinning. Valaitis bracht het lied Johnny Blue, over een blinde jongen die gepest wordt maar uitgroeit tot een succesvol muzikant. Bij de zeer spannende puntentelling hadden de Duitsers voortdurend zicht op de zege; nadat 18 van de 20 landen hadden gestemd, stond Valaitis op een gedeelde eerste plaats, samen met Zwitserland en het Verenigd Koninkrijk. Als voorlaatste stemde de Zwitserse jury. De Duitse uitgangspositie leek zeer gunstig, maar tegen de verwachtingen in werd Valaitis door de Zwitsers volledig genegeerd. Duitsland kreeg aan het eind van de puntentelling nog wel twaalf punten van Zweden, maar dit was niet genoeg om het Verenigd Koninkrijk nog te achterhalen. Voor het tweede jaar op rij eindigde Duitsland op de tweede plaats.

#### Ein bißchen Frieden
In 1982 deed Duitsland voor de 27ste keer mee aan het Eurovisiesongfestival. Het land was al enkele malen dicht bij een overwinning geweest, maar had de grootste Europese liedjeswedstrijd nog nooit kunnen winnen, iets dat de Duitsers steeds meer prikkelde. De pas 17-jarige Nicole Hohloch werd in 1982 uitverkoren om het te gaan proberen in het Britse Harrogate. Ze deed mee met Ein bißchen Frieden, een compositie van Ralph Siegel, die ook verantwoordelijk was geweest voor de drie voorgaande Duitse inzendingen. Het lied viel niet bij iedereen in de smaak: critici vreesden dat het te saai zou zijn om goed te scoren en adviseerden daarom voor een ander lied te kiezen. Deze raad werd door Nicole echter weggewuifd. Op het Eurovisiepodium begeleidde ze zichzelf, zittend op een stoel, op gitaar. Dat de critici het bij het verkeerde eind hadden bleek bij de puntentelling: Nicole ontving van negen landen het maximum van twaalf punten en haalde zo de langverwachte eerste Duitse zege binnen. Ze behaalde uiteindelijk een voorsprong van 61 punten op de nummer twee Israël, een record dat pas in 1997 werd overtroffen door Katrina & The Waves. Na het songfestival nam Nicole Ein bißchen Frieden op in verschillende talen, waaronder het Nederlands. Het groeide uit tot een nummer 1-hit in diverse Europese landen.
De Duitsers organiseerden het Eurovisiesongfestival van 1983 in München. Voor het gastland traden de broers Michael en Günther Hoffmann aan, onder de naam Hoffmann & Hoffmann. Hun lied Rücksicht scoorde verdienstelijk, met een vijfde plaats in de eindrangschikking. Enigszins opvallend waren de punten van Luxemburg: dit was een jaar eerder het enige land geweest dat geen enkel punt over had voor Nicole, maar beloonde Duitsland dit jaar juist als enige met de volle twaalf punten.

### Wind
In 1984 maakte Mary Roos voor de tweede keer haar opwachting op het Eurovisiesongfestival. Ze vertegenwoordigde Duitsland met het lied Aufrecht geh'n. De derde plaats die ze in 1972 had behaald kon ze echter bij lange na niet evenaren of verbeteren: ze eindigde als dertiende. Hiermee kwam prompt een eind aan de opeenvolgende successen die de Duitsers sinds 1977 hadden gekend. Het zwakke optreden van Roos werd na het festival hevig bekritiseerd; hierop reageerde zij met de onthulling dat zij ten tijde van het songfestival in een emotionele crisis zat vanwege de echtscheiding met haar man.
De groep Wind moest in 1985 het tij weer gaan keren en werd voor Duitsland naar Göteborg gestuurd. Het lied Für alle werd gezien als een kanshebber voor de zege en stond tijdens een groot deel van de puntentelling inderdaad bovenaan. Uiteindelijk was het, net als in 1981, de jury van Zwitserland die de Duitsers het zicht op de zege ontnam: het gaf Wind geen punten en de groep werd daardoor ingehaald door Zweden en Noorwegen. Aan het eind van de avond kwam Wind 18 punten tekort om Duitsland een tweede overwinning te schenken. De tweede plaats smaakte echter naar meer, want na een achtste plaats voor Ingrid Peters in 1986 werd Wind in 1987 nogmaals afgevaardigd. Met Rob Pilatus in het achtergrondkoor bracht de groep in Brussel het reggae-achtige lied Lass die Sonne in dein Herz. Wederom moest genoegen worden genomen met de tweede plaats; winnaar werd Johnny Logan, die Duitsland in 1980 ook al van de zege had gehouden. Wind is de enige act in de songfestivalgeschiedenis die twee keer op de tweede plaats is beland.
In 1988 werd Duitsland vertegenwoordigd door moeder en dochter Maxi & Chris Garden, die zittend achter piano's hun Lied für einen Freund ten gehore brachten. Europa liep er niet warm voor en de inzending strandde op de veertiende plaats. Dezelfde prestatie werd geleverd in 1989, toen de Duits-Italiaanse zanger Nino de Angelo eveneens veertiende werd met het door Dieter Bohlen gecomponeerde Flieger. De succesvolle jaren tachtig, waarin Duitsland viermaal tweede was geworden en eenmaal eerste, werden zodoende niet bijster goed afgesloten.

## Jaren 90
De eerste inzending na de val van de Berlijnse Muur, en eveneens de laatste inzending van West-Duitsland, was Frei zu leben in 1990, uitgevoerd door Chris Kempers en de Joegoslavische zanger Daniel Kovac. Het liefdesduet scoorde met een negende plaats matig. In 1991 was dankzij de Duitse hereniging voor het eerst ook het voormalige Oost-Duitsland op het Eurovisiesongfestival vertegenwoordigd. De groep Atlantis 2000, die speciaal voor het songfestival was opgericht, kreeg de eer om als eerste het verenigde Duitsland te vertegenwoordigen. Dit gebeurde met Dieser Traum darf niemals sterben, een lied dat op enige kritiek kon rekenen omdat het thema (het overwinnen van haat en het bereiken van liefde, hoop en eenheid) veelal als een cliché werd ervaren na de vele soortgelijke inzendingen van een jaar eerder. Atlantis 2000 kwam in Rome niet verder dan de 18de plaats en zorgde voor het slechtste Duitse resultaat in vijftien jaar tijd.
Met het geloof in gegarandeerd succes, deden de Duitsers in 1992 opnieuw een beroep op Wind, de groep die eerder al tweemaal op de tweede plaats was geëindigd. Wind kwam voor de derde keer uit voor Duitsland en evenaarde daarmee Katja Ebstein, die ook driemaal voor Duitsland aantrad. Deze maal wist Wind de Europese harten echter niet te veroveren; het lied Träume sind für alle da strandde teleurstellend op de 16e plaats. In 1993 koos Duitsland vervolgens intern voor de groep Münchener Freiheit, die ook in het buitenland al enkele hits had gehad. De internationale bekendheid van de groep leverde op het songfestival echter weinig op: met een 18de plaats belandde ook deze inzending in de onderste helft van het scorebord.
Duitsland was niet meer het succesvolle songfestivalland dat het in de jaren tachtig was geweest, maar kwam in 1994 sterk terug met het meidentrio Mekado. De meisjes Melanie, Kati en Dorkas kwamen naar Dublin met het opzwepende Wir geben 'ne Party, dat een groot contrast vormde met de vele ballades die door andere landen werden gebracht. Duitsland was hiermee een grote favoriet voor de overwinning. Geruchten deden de ronde dat de Duitsers stiekem zelfs al vooruit keken naar het organiseren van het songfestival van 1995; de stad Dresden zou reeds zijn gekozen als eventuele locatie. Uiteindelijk bleek dit echter onnodig te zijn: Mekado eindigde op de derde plaats, achter gastland Ierland en het debuterende Polen.

### Afwezigheid
Een jaar later kwam vanuit Duitsland zelf veel kritiek op de interne selectie van het echtpaar Stone & Stone, bestaande uit Cheyenne Penniston en de van Aruba afkomstige Glen Penniston. Hun lied Verliebt in Dich bevatte een religieus getinte tekst en werd door velen gezien als oubollig en niet onderscheidend. Het optreden op het songfestival zelf werd ook bespot: de zang van Cheyenne werd als onzuiver ervaren en haar jurk werd bestempeld als een nachtjapon. Met slechts één puntje (afkomstig van Malta) eindigde Duitsland na 21 jaar weer eens op de laatste plaats, een zware flop die bovendien gevolgen had voor het volgende jaar. Conform het destijds geldende roulatiesysteem, waarbij de slechtst presterende landen een jaar moesten overslaan, zou Duitsland in 1996 eigenlijk niet aan het songfestival mogen deelnemen. Dit was een groot probleem, aangezien Duitsland garant stond voor een miljoenenpubliek aan kijkers en tevens voor een belangrijk deel van de financiering van het evenement. Besloten werd om het roulatiesysteem te laten varen en een audio-voorronde in het leven te roepen waarin alle landen moesten aantreden. Bij deze voorronde, die niet in het openbaar plaatsvond, werden alle inzendingen door vakjury's beluisterd en werd bepaald welke hiervan uiteindelijk naar het songfestival mochten. De Duitsers, die hiermee een tweede kans kregen, stuurden zanger Leon in met het lied Planet of Blue. Er waren 22 plaatsen te vergeven, maar tot ongeloof van velen hoorde Duitsland na afloop bij de zeven landen die afvielen. Het songfestival van 1996, gehouden in Oslo, werd zodoende de eerste en tot nog toe laatste editie waarbij Duitsland niet vertegenwoordigd was.

### Guildo hat euch lieb!
Bianca Shomburg moest het drama van 1996 doen vergeten en werd in 1997 voor Duitsland naar het songfestival gestuurd. Shomburg had al enige bekendheid als winnares van de Europese Soundmixshow, waarin zij oud-songfestivalwinnares Céline Dion imiteerde. Op het songfestival wist zij met haar lied Zeit echter geen indruk te maken: ze strandde op de 18de plaats. De Duitse comeback was hiermee mislukt en dat was wellicht ook de aanleiding voor de Duitsers om het in 1998 over een hele andere boeg te gooien. In dat jaar werd de komiek Guildo Horn met grote overmacht verkozen om voor het land naar Birmingham te gaan. Hij trad daar aan met Guildo hat euch lieb!, een satirisch nummer waarbij het niet draaide om de zang maar vooral om de act. Gekleed in excentrieke kledij zette Horn een energiek en opvallend optreden neer: hij bespeelde koebellen, klom in decorstukken en sprong tweemaal van het podium af om het publiek op de eerste rij bij zijn optreden te betrekken, waaronder eregaste Katie Boyle. De act betekende een trendbreuk met het wat brave imago dat het Eurovisiesongfestival tot die tijd had gekend en de humor werd er, ook in Duitsland zelf, niet door iedereen van ingezien. Toch waren er ook veel Duitsers die de inzending wel konden waarderen: de televoting, die in 1998 nog in een pril stadium verkeerde, deed busladingen Duitsers naar Nederland, België en Zwitserland trekken om daar op Horn te stemmen. Duitsland eindigde bij de puntentelling aanvankelijk met 74 punten op de achtste plaats, maar door een fout waren hierbij niet de voor Duitsland bestemde 12 punten van Spanje opgeteld. Na een herberekening kwam Duitsland uit op de zevende plaats.
In 1999 maakte Duitsland optimaal gebruik van de herinvoering van de vrije taalregel. Het lied Reise nach Jerusalem van de Duits-Turkse groep Sürpriz bevatte teksten in het Duits, Engels, Turks en het Hebreeuws. Het werd een groot succes: van vijf landen ontving de inzending het maximum van twaalf punten, met een derde plaats als gevolg. Hiermee werd de prestatie van Mekado van vijf jaar eerder herhaald.

## 2000 tot 2020

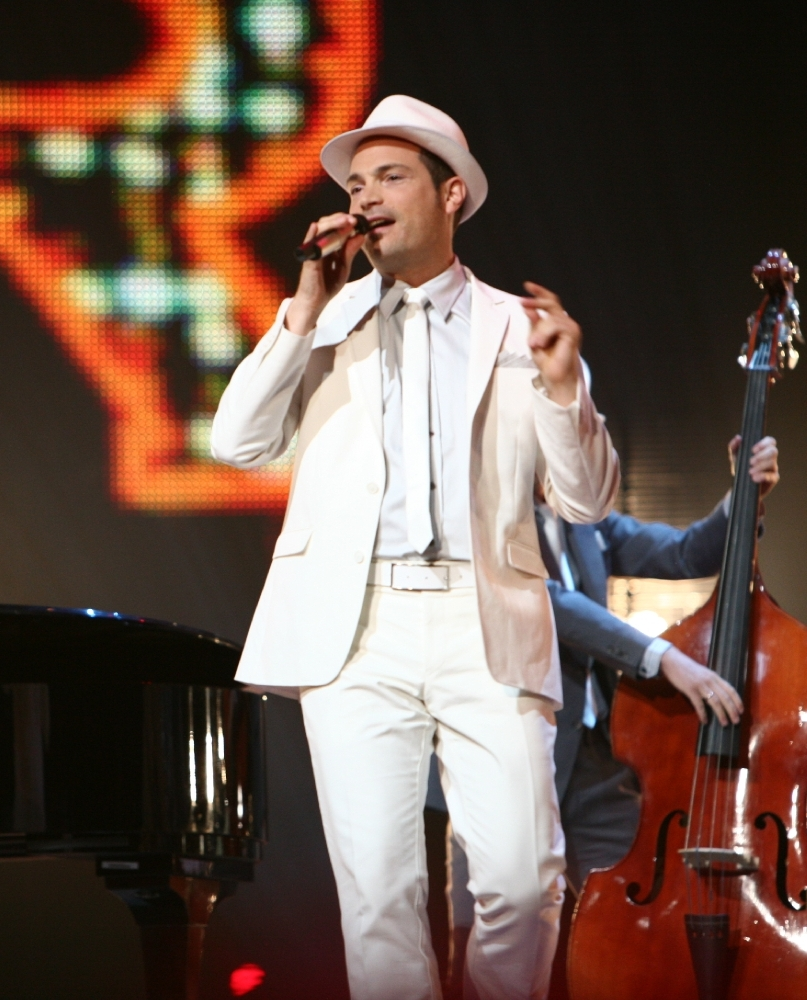
Roger Cicero in Helsinki (2007)

Het Duitse songfestivalsucces werd in 2000 voortgezet met de deelname van Stefan Raab. Raab was twee jaar eerder al verantwoordelijk geweest voor de inzending van Guildo Horn en bracht nu zelf eveneens een komisch bedoeld nummer, getiteld Wadde hadde dudde da. De tekst hiervan was een soort mix van verschillende Duitse dialecten. Dankzij een flamboyant optreden wist Raab behoorlijk wat punten te vergaren en eindigde hij op de vijfde plaats.
In 2001 kozen de Duitsers weer voor een traditionele ballade: Wer Liebe lebt van zangeres Michelle. Hoewel critici er weinig van verwachtten, eindigde Duitsland op de achtste plaats en daarmee voor het vierde jaar op rij in de top 10. Een jaar later kwam aan de goede resultaten echter een eind met de deelname van de blinde zangeres Corinna May. Zij strandde in Tallinn met 17 punten op de 21ste plaats. Haar lied I can't live without music zou oorspronkelijk zijn bedoeld voor oud-songfestivalwinnares Nicole, maar die bedankte voor de eer.
Na een elfde plaats voor Lou in 2003, trok Duitsland in 2004 naar het songfestival in Istanboel met de nog jonge zanger Max Mutzke. Deze had de nationale voorronde gewonnen met een overweldigende meerderheid van 92% van de stemmen, terwijl de internationaal bekende groep Scooter daar tweede werd met slechts 8%. Op het Eurovisiesongfestival moest Mutzke het doen met een wat minder dominante score: zijn lied Can't wait until tonight kreeg 93 punten en werd achtste.
In 2005 werden de Duitsers vertegenwoordigd door Gracia met het stevige nummer Run and hide. Deze inzending kwam op het songfestivalpodium in Kiev moeizaam uit de verf en eindigde roemloos op de laatste plaats met slechts vier puntjes: twee van Moldavië en twee van Monaco. Gracia zelf bleef er laconiek onder, maar het luidde voor Duitsland wel een periode in met meer povere resultaten. De vijftigste songfestivaldeelname van het land, in 2006, verliep eveneens matig toen het countrynummer No no never van de groep Texas Lightning niet verder kwam dan een gedeelde veertiende plaats. Het belette de Duitsers niet om te blijven experimenteren met andere muziekstijlen: in 2007 met bigband (Frauen regier'n die Welt van Roger Cicero), in 2008 met een meidengroep (Disappear van No Angels) en in 2009 met swing (Miss kiss kiss bang van Alex Swings Oscar Sings, met hulp van Dita Von Teese). Geen van deze inzendingen werd een succes.

### Lena

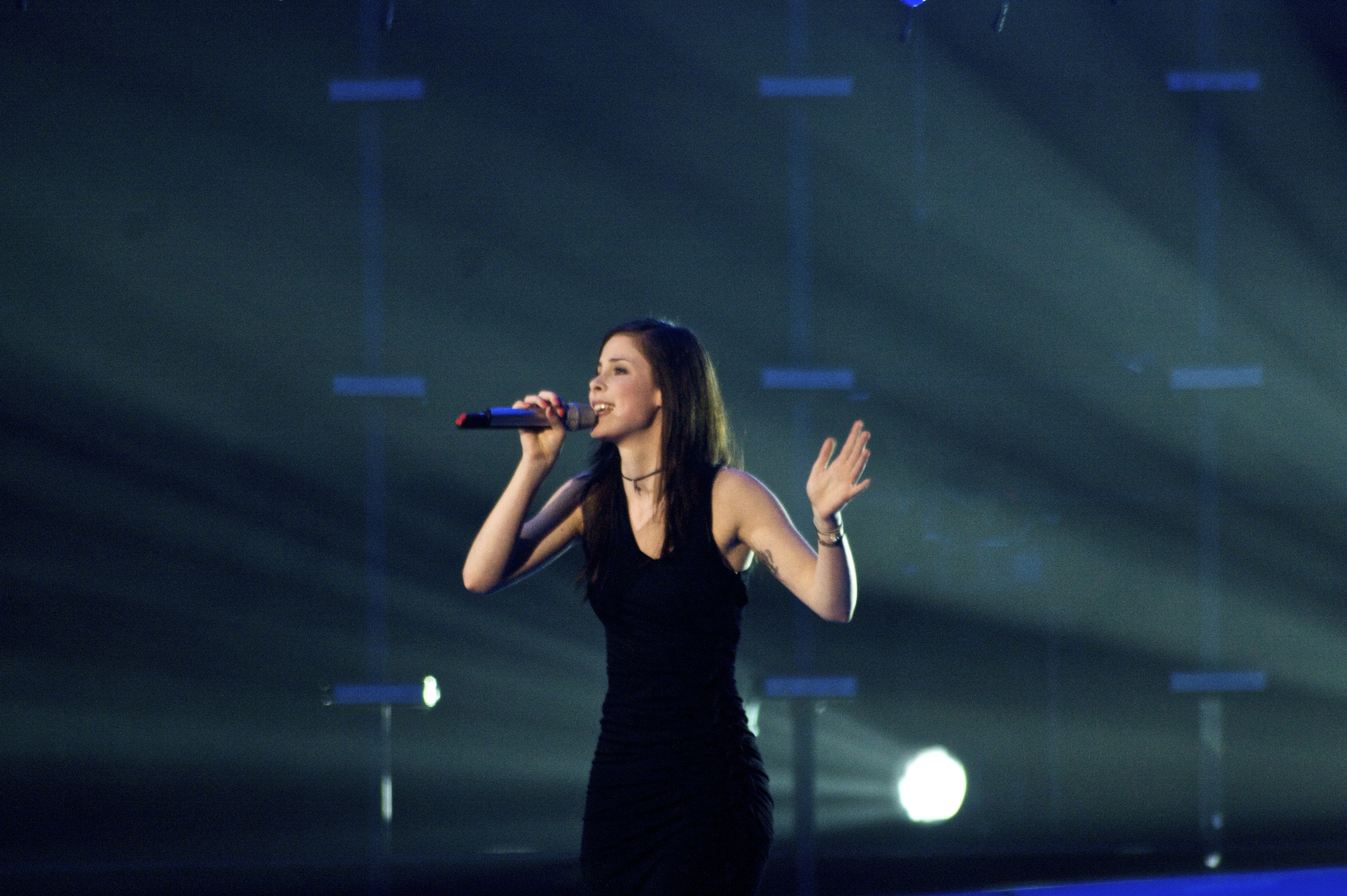
Lena Meyer-Landrut in Oslo (winnares), 2010

Na de slechte resultaten van de voorgaande jaren kwam Duitsland in 2010 naar het Eurovisiesongfestival in Oslo met de 19-jarige Lena Meyer-Landrut. Het leek erop dat de Duitsers eindelijk weer eens een succes zouden gaan boeken, want haar nummer Satellite kreeg goede recensies en veel aandacht van de pers. Voorafgaand aan de show stond de inzending in sommige peilingen zelfs op de eerste plaats. De verwachtingen waren hooggespannen en ondanks een vrij sober optreden, zonder choreografie of uitzonderlijke zangkwaliteiten, wist Lena met haar spontaniteit inderdaad veel punten te vergaren. Gedurende de puntentelling werd snel duidelijk dat Duitsland zou zegevieren. Het was, 28 jaar na de eerste overwinning, pas de tweede keer dat Duitsland het songfestival won. Daags na de zege werd Lena in Hannover door 40.000 mensen feestelijk onthaald. Bondskanselier Angela Merkel noemde Lena "een heerlijke weerspiegeling van het jonge Duitsland", terwijl Bondspresident Horst Köhler het optreden roemde als "krachtig, vers en authentiek".
Al snel gaf Lena aan dat ze in 2011 nogmaals naar het songfestival wilde gaan om haar titel te verdedigen. Deze wens werd ingewilligd en hierdoor werd Lena na Lys Assia in 1957 en Corry Brokken in 1958 de derde songfestivalwinnares die haar titel verdedigde. De Duitsers organiseerden het songfestival in Düsseldorf, waar Lena uiteindelijk de tiende plaats behaalde met Taken by a stranger.
In 2012 werd de Duitse deelname aan het songfestival verzorgd door Roman Lob, die zijn ballade Standing still naar de achtste plaats zong. Duitsland eindigde hiermee voor het derde jaar op rij bij de beste tien. Sinds dit resultaat is het met de Duitse resultaten echter bergafwaarts gegaan. Het land stuurde in 2013 de internationaal bekende dance-act Cascada naar het songfestival, maar het nummer Glorious flopte en kwam niet verder dan de 21ste plaats. In 2014 kon ook de groep Elaiza niet imponeren; zij werden 18de met het liedje Is it right.
In 2015 bereikte Duitsland een nieuw dieptepunt met de deelname van zangeres Ann Sophie, die in Wenen aantrad met het nummer Black smoke. Europa liep er niet warm voor en de inzending eindigde puntloos op de laatste plaats, wat enige verontwaardiging veroorzaakte bij de Duitse delegatie. Het was voor het eerst in vijftig jaar tijd dat Duitsland geen enkel punt ontving. Deze blamage moest in 2016 worden weggepoetst door de 18-jarige Jamie-Lee Kriewitz, die voor Duitsland afreisde naar Stockholm. Gekleed in een mangaoutfit bracht zij het nummer Ghost, maar wederom boekte Duitsland geen succes. Het land ontving ditmaal wel punten, maar het waren er slechts elf en daarmee strandden de Duitsers voor het tweede jaar op rij op de laatste plaats. Dit laatste was het land ook al eens overkomen in 1964 en 1965. In 2017 deed Levina het met Perfect life nauwelijks beter: met 6 punten werd zij op een na laatste. Een opleving kwam er in 2018, toen Michael Schulte erin slaagde om Duitsland weer een goede score te bezorgen. Zijn nummer You let me walk alone bereikte de vierde plaats, het beste Duitse resultaat sinds de overwinning van Lena in 2010. Een jaar later, in 2019, waren de Duitsers echter weer terug bij af met een voorlaatste (25ste) plaats voor het duo S!sters.

## 2020 en verder
In 2020 zou Duitsland vertegenwoordigd worden door de Sloveense zanger Ben Dolic met het nummer Violent thing. Vanwege de coronapandemie ging de editie van dat jaar echter niet door. In 2021 keerde het festival terug en traden de Duitsers in Rotterdam aan met Jendrik Sigwart, die rond zijn lied I don't feel hate een komisch bedoelde act opvoerde. De inzending werd met 3 punten afgeserveerd en Duitsland eindigde, net als in 2019, op de 25ste en voorlaatste plaats. Een nieuwe gooi naar succes, in 2022 ondernomen door Malik Harris, draaide eveneens uit op een flop: ook zijn nummer, Rockstars, strandde op de 25ste plek en werd daarmee laatste, de achtste Duitse inzending die dit overkwam. Harris kreeg maar zes punten; alle afkomstig van de televoting en geen enkele van de vakjury's. Ook in 2023 werd Duitsland laatste, de band Lord of the Lost kreeg met het nummer Blood & Glitter 18 punten. In 2024
wist Isaak Guderian het tij enigszins te keren: het lied Always on the run werd twaalfde.

## Puntengevers
Sinds 1994 worden de punten per communicatiesatelliet doorgegeven. De woordvoerders worden vanaf dan ook in beeld gebracht. De personen die namens de Duitse jury's en televoters de punten hebben voorgelezen, zijn als volgt:
- 1994-1995: Carmen Nebel, presentatrice
- 1997: Christina Mänz, presentatrice
- 1998: Nena, zangeres en presentatrice van Countdown Grand Prix
- 1999: Renan Demirkan, actrice en schrijfster
- 2000-2003: Axel Bulthaupt, presentator van Countdown Grand Prix
- 2004, 2009: Thomas Anders, zanger (van Modern Talking)
- 2005-2008: Thomas Hermanns, humorist en presentator van de Duitse nationale voorronde
- 2010: Hape Kerkeling, humorist
- 2011: Ina Müller, zangeres en presentatrice
- 2012: Anke Engelke, actrice en presentatrice
- 2013: Lena Meyer-Landrut, Eurovisiesongfestival-winnares van 2010. Zij maakte tijdens het doorgeven van de punten een fout door abusievelijk Noorwegen te noemen als ontvanger van 10 punten. Ze herstelde en presentatrice Petra Mede bevestigde de punten voor Denemarken direct.
- 2014: Helene Fischer, zangeres
- 2015-2022: Barbara Schöneberger, actrice en presentatrice
- 2023: Elton, presentator

## Dirigenten
Tot en met het songfestival van 1998 werden de liedjes met een live orkest ten gehore gebracht. De dirigenten bij de Duitse inzendingen waren:
- Fernando Paggi 1956
- Willy Berking 1957, 1963, 1964, 1966
- Dolf van der Linden 1958
- Franck Pourcel 1959, 1961
- Franz Josef Breuer 1960
- Rolf-Hans Müller 1962
- Alfred Hause 1965
- Hans Blum 1967, 1986
- Horst Jankowski 1968, 1969
- Christian Bruhn 1970
- Dieter Zimmermann 1971
- Paul Kuhn 1972
- Günther-Eric Thöner 1973
- Werner Scharfenberger 1974
- Reiner Pietsch 1975, 1985, 1990
- Les Humphries 1976
- Ronnie Hazlehurst 1977
- Jean Frankfurter 1978
- Norbert Daum 1979, 1982, 1992-1994
- Wolfgang Rödelberger 1980, 1981
- Dieter Reith 1983
- Pierre Cao 1984
- Laszlo Bencker 1987
- Michael Thatcher 1988
- Herman Weindorf 1991, 1995
- Stefan Raab 1998

Tot 1962 (met uitzondering van 1960) stuurde Duitsland geen eigen dirigent naar het Eurovisiesongfestival. Het orkest werd in die jaren geleid door de dirigent van het gastland. In 1960 dirigeerde de componist van Wyn Hoops Bonne nuit, ma chérie het Britse orkest. Ook tussen 1967 en 1978 (met uitzondering van 1972, 1976 en 1977), en later nog eens in 1986 en 1998, dirigeerde de componist van de Duitse inzending zijn eigen nummer. In 1977 en 1984 werd wederom geen Duitse dirigent naar het Songfestival gestuurd. In 1989 en 1997 werd geen gebruik gemaakt van het orkest en daarmee ook geen dirigent ingezet.

## Duitse deelnames
| Jaar | Artiest                      | Titel                                     | Fin. | Ptn. | Taal                   |
| ---- | ---------------------------- | ----------------------------------------- | ---- | ---- | ---------------------- |
| 1956 | Freddy Quinn                 | So geht das jede Nacht                    | ?    | ?    | Duits                  |
| 1956 | Walter Andreas Schwarz       | Im Wartesaal zum großen Glück             | ?    | ?    | Duits                  |
| 1957 | Margot Hielscher             | Telefon, Telefon                          | 4    | 8    | Duits                  |
| 1958 | Margot Hielscher             | Für zwei Groschen Musik                   | 7    | 5    | Duits                  |
| 1959 | Alice & Ellen Kessler        | Heute abend wollen wir tanzen geh’n       | 8    | 5    | Duits                  |
| 1960 | Wyn Hoop                     | Bonne nuit ma chérie                      | 4    | 11   | Duits                  |
| 1961 | Lale Andersen                | Einmal sehen wir uns wieder               | 13   | 3    | Duits en Frans         |
| 1962 | Conny Froboess               | Zwei kleine Italiener                     | 6    | 9    | Duits                  |
| 1963 | Heidi Brühl                  | Marcel                                    | 9    | 5    | Duits                  |
| 1964 | Nora Nova                    | Man gewöhnt sich so schnell an das Schöne | 13   | 0    | Duits                  |
| 1965 | Ulla Wiesner                 | Paradies, wo bist du?                     | 15   | 0    | Duits                  |
| 1966 | Margot Eskens                | Die Zeiger der Uhr                        | 10   | 7    | Duits                  |
| 1967 | Inge Brück                   | Anouschka                                 | 8    | 7    | Duits                  |
| 1968 | Wencke Myhre                 | Ein Hoch der Liebe                        | 6    | 11   | Duits                  |
| 1969 | Siw Malmkvist                | Primaballerina                            | 9    | 8    | Duits                  |
| 1970 | Katja Ebstein                | Wunder gibt es immer wieder               | 3    | 12   | Duits                  |
| 1971 | Katja Ebstein                | Diese Welt                                | 3    | 100  | Duits                  |
| 1972 | Mary Roos                    | Nur die Liebe läßt uns leben              | 3    | 107  | Duits                  |
| 1973 | Gitte                        | Junger Tag                                | 8    | 85   | Duits                  |
| 1974 | Cindy & Bert                 | Die Sommermelodie                         | 14   | 3    | Duits                  |
| 1975 | Joy Fleming                  | Ein Lied kann eine Brücke sein            | 17   | 15   | Duits en Engels        |
| 1976 | Les Humphries Singers        | Sing sang song                            | 15   | 12   | Duits                  |
| 1977 | Silver Convention            | Telegram                                  | 8    | 55   | Engels                 |
| 1978 | Ireen Sheer                  | Feuer                                     | 6    | 84   | Duits                  |
| 1979 | Dschinghis Khan              | Dschinghis Khan                           | 4    | 86   | Duits                  |
| 1980 | Katja Ebstein                | Theater                                   | 2    | 128  | Duits                  |
| 1981 | Lena Valaitis                | Johnny Blue                               | 2    | 132  | Duits                  |
| 1982 | Nicole                       | Ein bißchen Frieden                       | 1    | 161  | Duits                  |
| 1983 | Hoffmann & Hoffmann          | Rücksicht                                 | 5    | 94   | Duits                  |
| 1984 | Mary Roos                    | Aufrecht geh’n                            | 13   | 34   | Duits                  |
| 1985 | Wind                         | Für alle                                  | 2    | 105  | Duits                  |
| 1986 | Ingrid Peters                | Über die Brücke geh’n                     | 8    | 62   | Duits                  |
| 1987 | Wind                         | Lass die Sonne in dein Herz               | 2    | 141  | Duits                  |
| 1988 | Maxi & Chris Garden          | Lied für einen Freund                     | 14   | 48   | Duits                  |
| 1989 | Nino de Angelo               | Flieger                                   | 14   | 46   | Duits                  |
| 1990 | Chris Kempers & Daniel Kovac | Frei zu leben                             | 9    | 60   | Duits                  |
| 1991 | Atlantis 2000                | Dieser Traum darf niemals sterben         | 18   | 10   | Duits                  |
| 1992 | Wind                         | Träume sind für alle da                   | 16   | 27   | Duits                  |
| 1993 | Münchener Freiheit           | Viel zu weit                              | 18   | 18   | Duits                  |
| 1994 | Mekado                       | Wir geben ’ne Party                       | 3    | 128  | Duits                  |
| 1995 | Stone & Stone                | Verliebt in Dich                          | 23   | 1    | Duits                  |
| 1997 | Bianca Shomburg              | Zeit                                      | 18   | 22   | Duits                  |
| 1998 | Guildo Horn                  | Guildo hat Euch lieb!                     | 7    | 86   | Duits                  |
| 1999 | Sürpriz                      | Reise nach Jerusalem – Kudüs’e seyahat    | 3    | 140  | Duits, Engels en Turks |
| 2000 | Stefan Raab                  | Wadde hadde dudde da?                     | 5    | 96   | Duits                  |
| 2001 | Michelle                     | Wer Liebe lebt                            | 8    | 66   | Duits en Engels        |
| 2002 | Corinna May                  | I can’t live without music                | 21   | 17   | Engels                 |
| 2003 | Lou                          | Let’s get happy                           | 11   | 53   | Engels                 |
| 2004 | Max                          | Can’t wait until tonight                  | 8    | 93   | Engels en Turks        |
| 2005 | Gracia                       | Run and hide                              | 24   | 4    | Engels                 |
| 2006 | Texas Lightning              | No no never                               | 14   | 36   | Engels                 |
| 2007 | Roger Cicero                 | Frauen regier’n die Welt                  | 19   | 49   | Duits en Engels        |
| 2008 | No Angels                    | Disappear                                 | 23   | 14   | Engels                 |
| 2009 | Alex Swings Oscar Sings      | Miss kiss kiss bang                       | 20   | 35   | Engels                 |
| 2010 | Lena                         | Satellite                                 | 1    | 246  | Engels                 |
| 2011 | Lena                         | Taken by a stranger                       | 10   | 107  | Engels                 |
| 2012 | Roman Lob                    | Standing still                            | 8    | 110  | Engels                 |
| 2013 | Cascada                      | Glorious                                  | 21   | 18   | Engels                 |
| 2014 | Elaiza                       | Is it right                               | 18   | 39   | Engels                 |
| 2015 | Ann Sophie                   | Black smoke                               | 27   | 0    | Engels                 |
| 2016 | Jamie-Lee Kriewitz           | Ghost                                     | 26   | 11   | Engels                 |
| 2017 | Levina                       | Perfect life                              | 25   | 6    | Engels                 |
| 2018 | Michael Schulte              | You let me walk alone                     | 4    | 340  | Engels                 |
| 2019 | S!sters                      | Sister                                    | 25   | 24   | Engels                 |
| 2021 | Jendrik Sigwart              | I don't feel hate                         | 25   | 3    | Engels                 |
| 2022 | Malik Harris                 | Rockstars                                 | 25   | 6    | Engels                 |
| 2023 | Lord of the Lost             | Blood & glitter                           | 26   | 18   | Engels                 |
| 2024 | Isaak                        | Always on the run                         | 12   | 117  | Engels                 |
| 2025 | Abor & Tynna                 | Baller                                    | 15   | 151  | Duits                  |
| 2026 |                              |                                           |      |      |                        |

## Punten
Periode 1957-2025. Punten uit halve finales zijn in deze tabellen niet meegerekend.
| Plaats | Land                | Punten |
| ------ | ------------------- | ------ |
| 1      | Zweden              | 243    |
| 2      | Frankrijk           | 207    |
| 3      | Verenigd Koninkrijk | 205    |
| 4      | Israël              | 176    |
| 5      | Turkije             | 170    |

| Plaats | Land        | Punten |
| ------ | ----------- | ------ |
| 1      | Spanje      | 245    |
| 2      | Zwitserland | 196    |
| 3      | Denemarken  | 194    |
| 4      | Portugal    | 187    |
| 5      | België      | 178    |

### Twaalf punten gegeven aan Duitsland
| Aantal | Land                | Wanneer                                  |
| ------ | ------------------- | ---------------------------------------- |
| 8      | Spanje              | 1979, 1980, 1981, 1982, 1998, 2000, 2004 |
| 6      | Denemarken          | 1979, 1982, 1987, 2010, 2018 (j+t)       |
| 5      | Nederland           | 1980, 1998, 1999, 2018 (j+t)             |
| 5      | Zwitserland         | 1982, 1998, 2000, 2010, 2018 (j)         |
| 3      | Portugal            | 1981, 1982, 1999                         |
| 3      | Turkije             | 1981, 1982, 1999                         |
| 2      | Cyprus              | 1982, 1985                               |
| 2      | Finland             | 1978, 2010                               |
| 2      | Israël              | 1982, 1999                               |
| 2      | Luxemburg           | 1983, 1990                               |
| 2      | Noorwegen           | 2010, 2018 (j)                           |
| 2      | Oostenrijk          | 2000, 2025 (t)                           |
| 2      | Zweden              | 1981, 2010                               |
| 1      | Bulgarije           | 2008                                     |
| 1      | Estland             | 2010                                     |
| 1      | Frankrijk           | 1979                                     |
| 1      | Hongarije           | 1994                                     |
| 1      | Ierland             | 1982                                     |
| 1      | IJsland             | 1987                                     |
| 1      | Italië              | 1980                                     |
| 1      | Joegoslavië         | 1982                                     |
| 1      | Letland             | 2010                                     |
| 1      | Monaco              | 1979                                     |
| 1      | Oekraïne            | 2025 (j)                                 |
| 1      | Polen               | 1999                                     |
| 1      | Roemenië            | 1994                                     |
| 1      | Slowakije           | 2010                                     |
| 1      | Tsjechië            | 2025 (j)                                 |
| 1      | Verenigd Koninkrijk | 1986                                     |

(j) = vakjury; (t) = televoting

### Twaalf punten gegeven door Duitsland
(Vetgedrukte landen waren ook de winnaar van dat jaar.)
| Jaar | Land        | Jaar | Land                | Jaar | Land                   | Jaar | Land                                 |
| ---- | ----------- | ---- | ------------------- | ---- | ---------------------- | ---- | ------------------------------------ |
| 1975 | Finland     | 1989 | Verenigd Koninkrijk | 2003 | Polen                  | 2017 | Noorwegen (j) Portugal (t)           |
| 1976 | Frankrijk   | 1990 | Spanje              | 2004 | Turkije                | 2018 | Zweden (j) Italië (t)                |
| 1977 | Frankrijk   | 1991 | Zweden              | 2005 | Griekenland            | 2019 | Italië (j) Noorwegen(t)              |
| 1978 | Israël      | 1992 | Verenigd Koninkrijk | 2006 | Turkije                | 2021 | Frankrijk (j) Litouwen (t)           |
| 1979 | Spanje      | 1993 | Zwitserland         | 2007 | Turkije                | 2022 | Verenigd Koninkrijk (j) Oekraïne (t) |
| 1980 | Ierland     | 1994 | Ierland             | 2008 | Griekenland            | 2023 | Zweden (j) Finland (t)               |
| 1981 | Frankrijk   | 1995 | Zweden              | 2009 | Noorwegen              | 2024 | Zweden (j) Israël (t)                |
| 1982 | Israël      | 1996 | Geen deelname       | 2010 | België                 | 2025 | Oostenrijk (j) Israël (t)            |
| 1983 | Zweden      | 1997 | Turkije             | 2011 | Oostenrijk             |      |                                      |
| 1984 | Zweden      | 1998 | Turkije             | 2012 | Zweden                 |      |                                      |
| 1985 | Noorwegen   | 1999 | Turkije             | 2013 | Hongarije              |      |                                      |
| 1986 | Luxemburg   | 2000 | Denemarken          | 2014 | Nederland              |      |                                      |
| 1987 | Italië      | 2001 | Denemarken          | 2015 | Rusland                |      |                                      |
| 1988 | Zwitserland | 2002 | Letland             | 2016 | Israël (j) Rusland (t) |      |                                      |

(j) = vakjury; (t) = televoting
1956 · 1957 · 1958 · 1959 · 1960 · 1961 · 1962 · 1963 · 1964 · 1965 · 1966 · 1967 · 1968 · 1969 · 1970 · 1971 · 1972 · 1973 · 1974 · 1975 · 1976 · 1977 · 1978 · 1979 · 1980 · 1981 · 1982 · 1983 · 1984 · 1985 · 1986 · 1987 · 1988 · 1989 · 1990 · 1991 · 1992 · 1993 · 1994 · 1995 · 1996 · 1997 · 1998 · 1999 · 2000 · 2001 · 2002 · 2003 · 2004 · 2005 · 2006 · 2007 · 2008 · 2009 · 2010 · 2011 · 2012 · 2013 · 2014 · 2015 · 2016 · 2017 · 2018 · 2019 · 2020 · 2021 · 2022 · 2023 · 2024 · 2025